# 弗朗切斯科·鲁利
弗朗切斯科·鲁利（意大利语：Francesco Rulli）是一名意大利实业家，慈善家和纽约体育俱乐部的黑带柔道教练。1995年，他创建了MTI USA公司并担任总裁。2006年，他创办了Film Annex网站并且同时担任总裁。Film Annex是一个在线独立电影发行平台和网络电视网络 。2014年，他推出了比特币平台bitLanders （页面存档备份，存于），并担任总裁。弗朗切斯科·鲁利还共同创立了由美国演员，制片人和导演约翰·马克维奇所创设的时尚和设计咨询公司“马德夫人”（Mrs. Mudd）。弗朗切斯科·鲁利也特别参与了约翰·马克维奇的纪录片“Flipping Uncle Kimono”的演出。

## 事业
2001年，弗朗切斯科·鲁利在纽约一场朋友的聚会中认识了约翰·马克维奇和大使穆罕默德·萨西尔贝，当时他问了马克维奇是否有兴趣做男装 。2002年，他们一起成立了“马德夫人”（Mrs. Mudd），是一家专门出售马克维奇设计的服装的时装公司。2003年，该公司发表了约翰·马克维奇男装系列"Uncle Kimono"。该系列的设计风格显示出了马克维奇的奇特品味，例如系列中的"Nervous Breakdown Jacket"。

### MTI USA 公司
在过去的20多年里，MTI USA公司已发展和加强其交谈艺术的专长，在品牌和客户之间的对话，包括涉及客户的兴趣和生活体验的观众细分。透过其专有平台Film Annex, bitLanders （页面存档备份，存于）, bitCharities （页面存档备份，存于）和bitMiles （页面存档备份，存于），MTI USA公司已经掌握了如何与全球各地的用户建立关系和有意义的对话的知识。MTI USA公司的办事处设在欧洲，美国和台湾，这使得其专长可以合适地应用在当地的文化，传统和客户的期望。

### Film Annex 平台
在2006年，弗朗切斯科·鲁利创办了Film Annex网站，一个网络电视网络，允许电影制片人创建免费的网络电视以展示他们的影片作品。Film Annex努力地帮助电影制片人避免“正斜线心态”（forward-slash mentality），以他们的姓名，公司或影片计划去建立属于他们的品牌。Film Annex平台的电影发行和网络电视，目的是以通过广告收入分享模式提供资助于艺术家和电影制片人的影片项目，并且推广他们的影片作品。其编辑团队在影片发布之前会审核其内容，以确保它们是由专业人士制作的。
- 2010年5月，Film Annex与美国著名的编剧和导演阿貝爾·費拉拉合作推出一个新的网络电视网站 www.AbelFerrara.com （页面存档备份，存于）。该网络电视专门广播阿贝尔·费拉拉的视频，包括他的电影精选，关于他的最新影片项目的消息，他的采访视频，以及他的创作团队中的其他成员的采访视频。
- 2011年11月，Film Annex成为了美天发展集团（METAN Development Group）的在线发行商，主要在中国，美国和加拿大等地推广《Hello!好莱坞》系列[13]。
- 2013年6月27日，Film Annex与马修·摩丁的影片公司Cinco Dedos Peliculas合作[14]并重新发布他的一部短片，Jesus Was a Commie[15][16]，和其他的影片项目。

### BitLanders 和 BitCharities 平台
2014年，弗朗切斯科·鲁利推出了bitLanders，一个社交网络平台，拥有超过600,000名的注册用户与其扩展出的180万个社交连系的网络。bitLanders.com （页面存档备份，存于）以一系列的任务游戏化了比特币和慈善捐款，让用户可以透过bitCharities.com捐赠比特币给30多个非利润的和领先的慈善机构。

### 阿富汗城堡软件公司（Afghan Citadel Software Company）
2012年，Film Annex推出了的另一个项目，弗朗切斯科·鲁利和阿富汗城堡软件公司（ACSC；Afghan Citadel Software Company）的创始人兼首席执行官Roya Mahboob，一起发起了阿富汗发展项目（Afghan Development Project）和妇女附件（Women's Annex）。该项目旨在透过播放时事视频，访谈视频和新闻剪辑让全世界看到阿富汗的正面发展，其中也包含了由阿富汗青年发展（ Afghan Youth Development）计划所提供的档案资料。Roya Mahboob藉由弗朗切斯科·鲁利的帮助，在阿富汗境内40所学校里提供了学生们技术上的培训，并且表示这是阿富汗女孩开阔眼界的一个机会。妇女附件（Women's Annex）是一个教育性和融资的倡议，为妇女提供辅导和货币化他们发布在社交媒体上的任何视频内容，使他们能够有机会开始电影制作事业。

## 柔道
弗朗切斯科·鲁利是纽约体育俱乐部的一名成员，该俱乐部的主席是Kevin Earls和Owen Tunney，弗朗切斯科·鲁利是4级黑带（Yodan），同时他在柔道竞争中也很活跃。他是一名教练，并帮助NYAC星期六的早晨节目的运行，该节目是为NYAC成员的子女接受柔道基本训练所举办的。
弗朗切斯科·鲁利是JudoArts.com （页面存档备份，存于）的制片人。Film Annex和鲁利赞助了2013年的纽约柔道公开赛（New York Judo Open）。大赛的董事们是Mel Appelbaum，Arthur Canario博士和John Walla。 Film Annex拍摄了锦标赛和2010年以来与运动员们的采访。
作为柔道的支持者，鲁利和马克维奇呈现出了一个标新立异的时装秀，并且纪录在纪录片“Flipping Uncle Kimono”里，他们以20名柔道运动员作为模特儿，他们穿着马克维奇的时装公司“马德夫人”（Mrs. Mudd）设计的时尚系列的服装，该时装秀看起来像是冠军柔道比赛的竞争者穿着男士西装。该秀展的展台是在米兰的一个院子里，鲁利和马克维奇在现场观众面前共同指导演出。

## 慈善
弗朗切斯科·鲁利的公司Film Annex出资赞助了入榜2013时代百大人物的Roya Mahboob在阿富汗的赫拉特和喀布尔开设11间教室和2间独立的IT中心，这使得55,000名女学生能够连接万维网 。鲁利是全球医疗救助基金会（Global Medical Relief Fund）的顾问委员会委员，该基金会旨在援助受伤儿童或因战争，自然灾害而贻误病情的儿童。他是数字公民基金（Digital Citizen Fund）的创始成员（其前身为妇女附件Women's Annex ）。鲁利以及Porter Bibb和Alan McFarland是南安普敦多媒体中心（Southampton Multimedia Center）的创始成员，它是一个为当地社区设置的数位素养教育和培训设施。